# Sherlock Holmes : La Boucle d'argent
Sherlock Holmes : La Boucle d'argent est un jeu vidéo développé par Frogwares, sorti sur PC en 2004 puis porté en 2011 sur Wii.
Le joueur contrôle le détective Sherlock Holmes et mène l'enquête sur le meurtre de Sir Bromsby, un homme d'affaires tué mystérieusement en plein discours alors qu'il s'apprêtait à faire une annonce importante relative aux activités de son entreprise.
Le jeu a reçu des critiques globalement positives à sa sortie, en particulier pour ses graphismes et son scénario. Il constitue le deuxième jeu de la série Sherlock Holmes développée par le studio Frogwares après Le Mystère de la Momie (2002) et avant La Nuit des Sacrifiés (2006).

## Trame

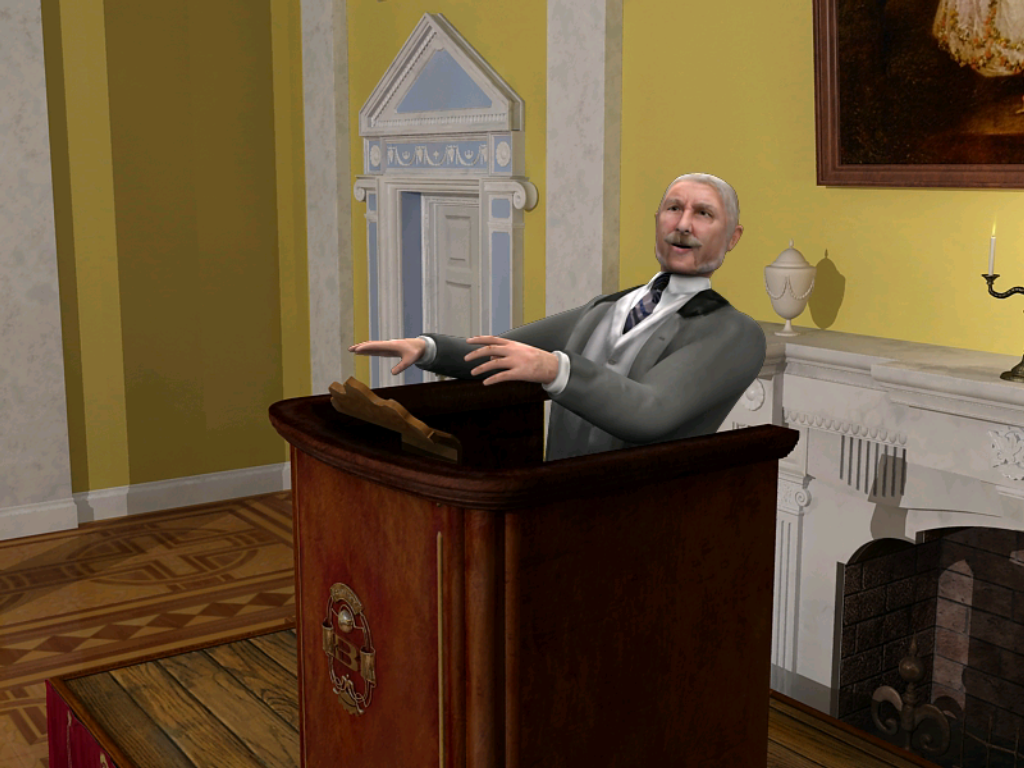
Sir Melvyn Bromsby, assassiné lors de son discours.

14 octobre 1897 : Holmes et Watson sont invités par un ancien client, Lord Cavendish-Smith, à une réception organisée au manoir de Sherringford Hall par un riche homme d'affaires, Sir Melvyn Bromsby. Celui-ci dirige l'une des plus grandes entreprises de ciment du Royaume-Uni. Il souhaite fêter le retour à Londres de sa fille Lavinia, en profitant de l'occasion pour faire une importante annonce au sujet de ses affaires. Stupeur : à Sherringford Hall, Sir Bromsby est tué d'une balle dès le début de son discours sous les yeux du détective et de nombreux témoins. Tout semble accuser sa fille Lavinia, vue dans l'entrebâillement d'une porte entourée d'un nuage de poudre. Holmes démarre immédiatement son enquête sans même avoir été engagé. Il rencontre notamment Hermann Grimble, comptable et bras droit de Sir Bromsby. Celui-ci relève que Sir Bromsby avait rédigé un testament dont les termes sont uniquement connus d'Horace Fowlett, son ami de longue date. Fowlett était prévu sur la liste des invités mais n'est pas venu à la réception. Lavinia, en pleurs, engage Holmes pour qu'il mène l'enquête à son terme.
15 octobre 1897 : Le lendemain, Holmes retourne au manoir avec Watson et l'inspecteur Lestrade de Scotland Yard. Lestrade apprend que Fowlett, qui devait venir à la réception, aurait été vu l'avant-veille quitter sa maison de Flatham en pleine nuit puis se rendre à la gare. Holmes décide de se rendre chez Fowlett et envoie Watson inspecter la gare de Flatham. La maison de Fowlett comporte des traces suspectes de cambriolages et de blessures. Dans un coffre-fort, Holmes trouve le contenu du testament de Bromsby, qui a été rédigé en faveur de Hermann Grimble à la seule condition que Lavinia ne se marie pas. Une lettre de Bromsby à Fowlett montre par ailleurs que l'homme d'affaires suspectait depuis peu son comptable Grimble d'être l'auteur de malversations. Tous les soupçons s'orientent désormais vers lui. Dans le cellier de la maison, Holmes découvre le cadavre de Fowlett.
16 octobre 1897 : Watson raconte à Holmes le résultat de son inspection à la gare de Flatham. D'après le contrôleur, deux hommes sont montés ensemble dans le train en gare de Flatham le soir du meurtre de Fowlett. L'un d'eux était roux. À Sherringford Hall, Holmes apprend que le neveu de Sir Bromsby, un délinquant du nom de Wyatt Collins ayant purgé une peine de prison au Brésil, était également roux. En parlant avec Lavinia, le détective constate que des sentiments réciproques sont en train de naître entre elle et le lieutenant Herrington, un jeune militaire qui faisait partie des invités de la réception. Dans le bureau de Sir Bromsby, Holmes ouvre un coffre-fort contenant un message de menaces rédigé par un certain Dwight Richards. Ce dernier était le propriétaire du Fairfax Theatre, un ancien théâtre désormais désaffecté, situé sur un terrain appartenant aux cimenteries Bromsby. Holmes décide de se rendre sur place où se trouve également le bureau d'Hermann Grimble. Dans les affaires du comptable, Holmes trouve plusieurs messages de menaces qui lui avaient été envoyés par Wyatt Collins, mais le détective n'a pas le temps de s'introduire dans le Fairfax Theatre. De retour à Baker Street, Holmes apprend grâce aux Baker Street Irregulars qu'un homme roux semblable à celui aperçu en gare de Flatham s'est introduit par effraction dans le Fairfax Theatre. Holmes décide d'y retourner sur le champ avec Watson, en pleine nuit. Échappant à la vigilance du gardien, le détective entre dans le théâtre et y découvre un cadavre recouvert de chaux. Dans ses poches se trouve un passeport au nom de Johanssen et une bouteille de l'abbaye de Richmond. En sortant du théâtre, une embuscade attend le détective et son acolyte : trois hommes les poursuivent, armés de couteaux et menés par un homme asiatique, mais Holmes et Watson parviennent à s'enfuir.
17 octobre 1897 : Lestrade arrive à Baker Street paniqué : les banques ont gelé les actifs financiers des entreprises Bromsby, les ouvriers désertent les cimenteries du groupe et la City s'inquiète du sort de l'entreprise. Un coupable doit être trouvé rapidement pour éviter que le doute perdure et qu'un fleuron industriel du royaume s'effondre. Lestrade apprend également à Holmes que l'homme asiatique qui l'a menacé la veille au soir est un ancien membre de la compagnie du Fairfax Theatre. Enfin, Holmes apprend qu'un barman de l'agence Hartford, Simon Hunter, a été tué dans la nuit à son domicile. L'agence Hartford était chargée de l'organisation du banquet à Sherringford Hall. Le détective pense qu'un lien avec l'affaire Bromsby est possible et se rend au domicile du défunt. Peu d'indices sont trouvés. Holmes se rend ensuite à l'abbaye de Richmond. Dans la forêt jouxtant l'abbaye, Holmes éteint un feu allumé par une main criminelle, visant à détruire des indices dissimulés dans un abri souterrain. Holmes découvre un message écrit par la personne ayant séjourné dans cette cachette : le joueur doit reconnaître l'écriture de Wyatt Collins. À Sherringford Hall, Grimble prévient Watson qu'il renonce à tout droit sur la succession Bromsby, ce qui semble l'éloigner de tout soupçon.
18 octobre 1897 : Beaucoup d'éléments laissent penser que l'affaire est liée au conflit opposant les entreprises Bromsby à l'ancienne troupe du Fairfax Theatre dirigée par Dwight Richards. Cette troupe est désormais propriétaire de l'Aston Theatre. Holmes décide de s'y rendre. Les acteurs y répètent leur prochaine pièce. Holmes apprend de leur part qu'ils sont de retour à Londres après trois ans de tournée internationale. Au cours de celle-ci, une tragédie a eu lieu au Brésil : Veronica Davenport, qui était la femme de Richards, et un dénommé Jeffries, membre de la troupe, ont disparu et ne sont jamais réapparus. Une rumeur court : Dwight Richards les aurait tués l'un comme l'autre à cause d'une jalousie sentimentale. Pour autant, le crime n'est pas prouvé. Dans les coulisses, Holmes observe qu'un déguisement militaire manque à l'inventaire : le détective fait le rapprochement avec un faux bouton de costume militaire ayant été retrouvé le soir du meurtre à Sherringford Hall. En sortant du théâtre, Holmes et Watson retrouvent Lestrade. Beaucoup d'éléments semblent accuser Dwight Richards. Le détective propose à l'inspecteur de lui livrer la solution de l'affaire le lendemain matin à Sherringford Hall.
Solution : Dans une séquence de conclusion se déroulant au manoir, Holmes explique que le soir du meurtre de Sir Bromsby, un acteur professionnel a donné le change en se faisant passer pour l'un des militaires invités à la soirée, tandis que le véritable militaire en question était caché dans un couloir. L'acteur avait préalablement intégré le service de Sherringford Hall en se faisant passer pour un maître d'hôtel. Le subterfuge avait été repéré par le barman Simon Hunter, d'où son assassinat. Le détective explique que le meurtrier de Sir Bromsby et de Simon Hunter est le lieutenant Herrington (futur fiancé de Lavinia), tandis que l'acteur ayant permis à Herrington d'avoir un alibi est Jeffries, qui n'avait pas été tué au Brésil comme on le pensait. Cet ancien membre de la troupe du Fairfax Theatre avait disparu après avoir assassiné Veronica Davenport. Pour ourdir le meurtre de Sir Bromsby, les deux hommes s'étaient initialement associés à son neveu, Wyatt Collins. Herrington, Jeffries et Collins s'étaient connus au Brésil où le lieutenant Herrington avait brièvement été directeur de prison. Collins savait qu'en cas de décès de Sir Bromsby, il devrait pouvoir récupérer une part d'héritage. Pour s'assurer de ses dispositions testamentaires, Collins s'était introduit avec Jeffries chez Fowlett la veille de la réception organisée à Sherringford Hall. L'opération a mal tourné et le neveu de Sir Bromsby a finalement tué Fowlett. Peu de temps après ces deux meurtres, le lieutenant Herrington, étant parvenu à conquérir le cœur de Lavinia pour devenir le futur mari de l'héritière, a souhaité éliminer Collins pour éviter que l'héritage soit partagé. Collins a donc été assassiné par Jeffries au Fairfax Theatre. Son corps a été retrouvé avec un faux passeport correspondant au nom qu'il avait pris pour quitter le Brésil et revenir incognito en Angleterre, tout comme Jeffries, qui avait pris le nom de Spencer pour devenir officiellement le valet du lieutenant Herrington. Avant son assassinat, Collins a séjourné près de l'abbaye de Richmond et Jeffries a mis le feu aux restes de son campement pour tenter d'effacer d'éventuelles preuves. À la suite de ces révélations, les deux hommes reconnaissent leurs crimes et sont arrêtés par Scotland Yard. Après quelques dernières explications à Baker Street, Holmes propose à Watson d'aller à l'opéra pour passer une soirée plus calme après cette affaire.

## Système de jeu

### Déplacements et interactions

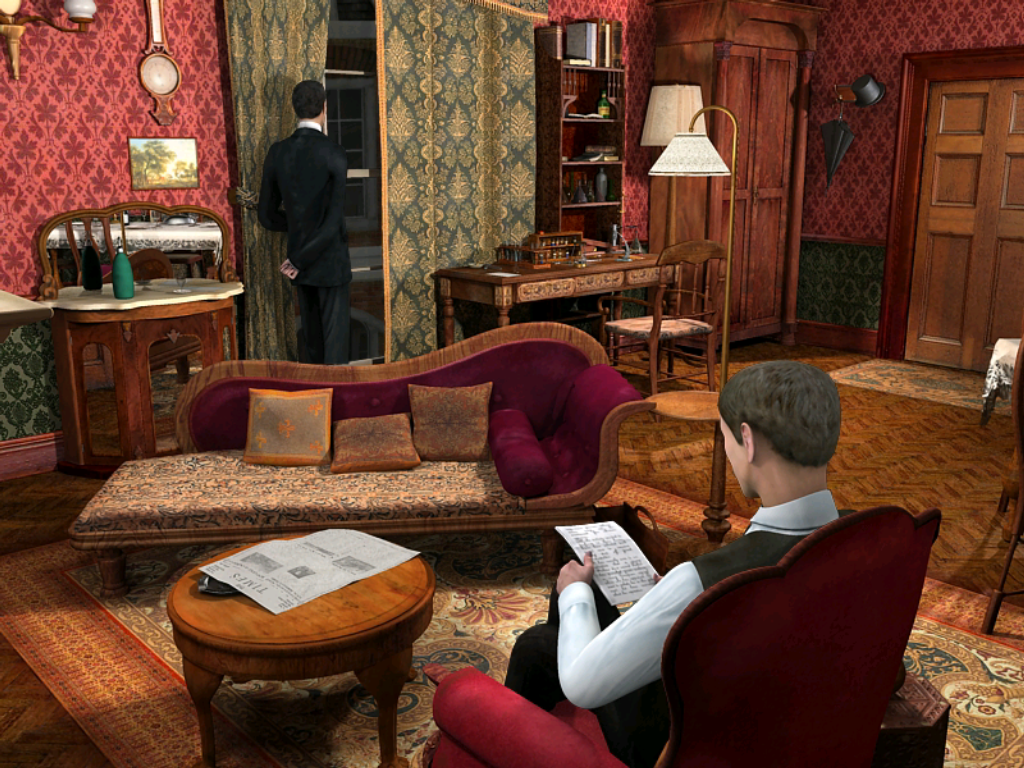
Watson et Holmes à Baker Street

Le joueur contrôle le personnage de Sherlock Holmes et parfois du docteur Watson selon une vue à la troisième personne. Les personnages sont en 3D et se déplacent dans des décors fixes en 2D grâce à une interface point & click en 2,5D.
Le joueur dispose d'un pointeur qui lui permet de fouiller les décors fixes et de détecter les zones d'interactions. Un clic gauche permet de récupérer un objet, de parler avec un personnage non jouable ou d'observer un simple fait. Dans certains cas, un objet doit préalablement être sélectionné dans l'inventaire pour provoquer l'interaction (loupe, couteau, etc). Le clic droit sert à ouvrir l'inventaire. Le joueur se déplace de pièce en pièce en cliquant sur les portes. Souvent, dans une même pièce ou en extérieur, différents angles de caméra sont prévus en fonction des déplacements du joueur.
Le système de jeu est le même que celui du précédent jeu de Frogwares, Voyage au centre de la Terre (2003). L'emploi de la 2,5D est très semblable à d'autres jeux d'aventure de la même époque comme Syberia (2002) ou The Black Mirror (2003).

### Spécificités
La principale spécificité du gameplay est liée à un système de quiz permettant de vérifier régulièrement que le joueur a bien suivi l'enquête. À la fin de chaque « journée » d'enquête (14 octobre, 15 octobre), le joueur doit répondre par oui ou non à une série de plusieurs questions, en justifiant ses réponses par la sélection d'un témoignage, d'une observation ou d'un document. L'enquête ne peut pas se poursuivre tant que le joueur n'a pas répondu correctement à toutes les questions en indiquant les justifications adéquates. Exemple : « Bromsby et sa fille avaient-ils de bons rapports ? / Réponse : non / Justification : témoignage d'Hermann Grimble du 15 octobre ».
Le jeu comporte une séquence en temps limité pouvant aboutir à un game over. Le joueur contrôle alors Sherlock Holmes dans la forêt de l'abbaye de Richmond et doit éteindre un incendie en moins d'une minute. Le game over se traduit par un simple message au joueur lui signalant que Sherlock Holmes a échoué dans son enquête, faute de preuves suffisantes, et qu'une injustice a été commise en condamnant Lavinia pour le meurtre de son père. Le joueur reprend alors la partie à l'endroit de sa dernière sauvegarde.

## Développement
Le développement du jeu dure un peu plus d'un an, avec un démarrage au printemps 2003 et une finalisation du projet en août 2004.
Waël Amr, président de Frogwares, devient à cette époque membre de la Société Sherlock Holmes de France. Des contacts sont pris avec l'association pour envisager la création d'un jeu respectant l'univers du détective : « Nous avons travaillé avec la SSHF pour les décors, l'atmosphère, les dialogues » explique le président de Frogwares. De même, pendant le développement du jeu, l'ensemble du personnel du studio est invité à lire le « Canon », c'est-à-dire l'ensemble des aventures de Sherlock Holmes écrites par Arthur Conan Doyle, de manière à se débarrasser des clichés sur le détective pour ne pas les reproduire dans le jeu. « La lecture complète du Canon par l'équipe était la condition sine qua non pour réaliser un jeu mettant en scène Sherlock Holmes. Il n'y a pas d'autre moyen pour comprendre la profondeur et la richesse du personnage » explique Jalil Amr, scénariste du jeu, lors d'une interview publiée en 2004.
L'équipe du studio se rend également à au Royaume-Uni pour s'inspirer de décors réels : « Nous sommes allés à Londres pour faire quelques milliers de photos, de manière à recréer l'atmosphère londonienne de la fin du XIXe siècle » explique Waël Amr. Des contacts sont également pris avec la Sherlock Holmes Society of London pour que le jeu soit testé par certains membres de l'association avant sa sortie commerciale. « Nous voulions faire une enquête où le détective pourrait utiliser tout son talent, une aventure compliquée, digne du Signe des quatre ou de La Vallée de la peur » explique le président du studio. Le scénario s'inspire de la structure de ces deux romans, avec un crime trouvant ses racines dans des événements survenus auparavant dans un pays lointain.
Sur le plan technique, les équipes de Frogwares reprennent le moteur de jeu développé pour Voyage au centre de la Terre et en améliorent certaines fonctionnalités : animations et déplacements des personnages, lumières des décors, effets de pluie.
Les musiques du jeu sont constituées d'un ensemble de thèmes classiques composés par Paganini, Mendelssohn, Dvořák, Grieg, Schumann et Tchaïkovski. À la sortie du jeu, le président du studio de développement explique que la musique vise à remplir un rôle aussi important que les dialogues ou les graphismes, et prend l'exemple de la cinématique d'introduction où la musique cherche à refléter l'ennui et l'amusement de Holmes en écoutant Watson lire la lettre de Sir Melvyn Bromsby.
Pour promouvoir son jeu, Frogwares met en ligne, entre juin et octobre 2004, une bande-annonce en anglais puis en français ainsi qu'une démo librement téléchargeable, permettant de découvrir la première partie du jeu se déroulant à Sherringford Hall.

## Accueil

### Éloges
À sa sortie, le jeu reçoit des critiques globalement positives. Sur Metacritic, le jeu reçoit une note moyenne agrégée de 68/100 et de 72/100 sur l'agrégateur MobyGames.
Certains testeurs notent d'emblée une amélioration du système de jeu par rapport au Mystère de la Momie développé deux ans plus tôt par Frogwares. « Cette nouvelle aventure de Sherlock Holmes est bien meilleure que la précédente (...). Les développeurs de Sherlock Holmes : Le Mystère De La Momie ont totalement revu le gameplay de leur jeu pour cette deuxième incursion dans l'univers du célèbre détective (...). Les personnages sont crédibles et plus complexes que dans le précédent jeu issu de cette licence » souligne Jeuxvideo.com.
Le scénario du jeu est régulièrement applaudi. « L'histoire est intéressante et parvient à nous scotcher devant notre écran » affirme Jeuxvideo.com. « Le jeu est fidèle à l'œuvre de Sir Arthur Conan Doyle et l'Angleterre victorienne est assez bien restituée » note pour sa part Le Sanctuaire de l'aventure. « Bien que La Boucle d'argent ne soit pas adapté de l'une des aventures écrites par Arthur Conan Doyle, le jeu réussit parfaitement à en capturer l'essence » confirme Adventure Classic Gaming, qui ajoute : « Plusieurs références aux histoires d'origine de Doyle apparaissent tout au long du jeu (telles que les lettres du frère de Holmes, Mycroft, ou le violon de Holmes près de la cheminée de l'appartement de Baker Street), faisant de ce jeu une expérience des plus agréables pour les joueurs familiers du mythe holmésien ».
Les graphismes et l'accompagnement musical sont également appréciés. « Tous les aspects visuels du jeu, de l'élégance du domaine de Bromsby jusqu'au plus petit bout de papier, sont minutieusement détaillés. La qualité des graphismes facilite l'immersion totale dans le jeu » affirme Adventure Classic Gaming. « La musique classique se prête tout à fait à l'ambiance et les cinématiques sont plutôt belles » note Le Sanctuaire de l'aventure, qui poursuit : « Dans l'ensemble, Sherlock Holmes : la Boucle d'Argent est un excellent jeu d'aventure, au scénario riche et passionnant, avec un gameplay des plus simples, de très beaux graphismes et une très bonne réalisation ».
Le système de quiz est généralement apprécié des commentateurs,,. « Le principe des quiz au 221b Baker Street est une très bonne trouvaille, elle demande au joueur de bien saisir les différents tenants et aboutissants de son enquête, et permet de faire le point, même si parfois certaines questions peuvent sembler un peu floues » affirme Le Sanctuaire de l'aventure. « C'est l'une des idées intéressantes du jeu, qui oblige les joueurs à réellement s'intéresser à l'enquête et pas simplement à zapper les dialogues et à avancer sans rien comprendre au scénario » souligne Jeuxvideo.com. Adventure Classing Gaming note un petit bémol du fait qu'en cas de réponse incorrecte, Holmes ne précise pas quelle question pose problème, laissant parfois le joueur en difficulté.

### Critiques
Le jeu est critiqué, comme la plupart des jeux d'aventure, pour les nombreuses situations où le joueur se retrouve bloqué et doit revenir sur ses pas pour trouver un indice oublié dans un décor. « On peut déplorer une certaine linéarité dans l'évolution du jeu : si vous n'avez pas bien observé tous les recoins de chaque pièce de fond en comble, le détective refusera de quitter les lieux » observe Le Sanctuaire de l'aventure. « La majorité des problèmes de progression que peut rencontrer le joueur sont dus au fait qu'il a loupé un indice ou qu'il a oublié de recueillir une preuve bien cachée qui réclame un sens de l'observation très poussé » confirme Jeuxvideo.com. IGN et Adventure Classic Gaming évoquent quelques séquences de « pixel hunting » (« chasse au pixel »), mais IGN tempère cette critique du fait que la plupart des objets sont simples à trouver,.
Le jeu est également attaqué sur les changements d'angles de caméra liés aux déplacements des personnages, dont la fluidité n'est pas toujours bonne. « On est souvent obligé de s'y reprendre à plusieurs fois pour simplement changer d'écran, et à la longue ça devient très lourd. C'est vraiment dommage, d'autant qu'on avait déjà eu ce petit désagrément dans un autre jeu de Frogwares : Voyage au centre de la Terre » commente Jeuxvideo.com. « Le curseur directionnel n'est pas des plus précis » confirme Le Sanctuaire de l'aventure. « En-dehors de la séquence en temps limité, la frustration provoquée par ces problèmes de mouvements reste minime » tempère IGN.
Les énigmes du jeu sont diversement appréciées. Pour certains, leur difficulté est globalement bien dosée. Pour d'autres, elles sont trop faciles et trop peu nombreuses. Pour d'autres encore, elles sont trop difficiles. Une énigme concentre les critiques, à savoir l'ouverture d'un coffre-fort dans le bureau de Sir Bromsby, dont la difficulté est jugée trop élevée. « Le puzzle du coffre-fort est assez tiré par les cheveux et peut vous laisser en plan pour de bonnes heures de recherche » commente Le Sanctuaire de l'aventure.
Le Sanctuaire de l'aventure note enfin que « La cinématique finale (…) permet de savourer les déductions savantes et logiques de l'ami Sherlock ; on peut peut-être simplement déplorer le manque de certaines informations divulguées lors du jeu, qui empêche quasiment le joueur de trouver tous les éléments nécessaires pour résoudre l'enquête entièrement par lui-même ».

## Postérité
Après la sortie du jeu, Frogwares poursuit sa série Sherlock Holmes en décidant de se détacher de l'ambiance strictement holmésienne développée dans La Boucle d'argent, pour confronter dès lors le détective à d'autres univers : le monde de Cthulhu dans La Nuit des Sacrifiés (2006), le cambrioleur Arsène Lupin dans Sherlock Holmes contre Arsène Lupin (2007) et Jack l'Éventreur dans Sherlock Holmes contre jack l'Éventreur (2009).
« La Boucle d'argent racontait une enquête traditionnelle de Sherlock Holmes, avec tous les éléments classiques des aventures du détective : un meurtre inexpliqué, un concours de circonstances et un scénario très détaillé. Le jeu a été, et est toujours, un grand succès qui s'inscrit dans la continuité des aventures de Sherlock Holmes » déclare en 2007 le président de Frogwares au site Adventure Gamers.
De nombreux décors de La Boucle d'argent ont été réutilisés par Frogwares en 2008 dans le jeu casual Sherlock Holmes : Le Mystère du tapis persan.